# محمد الثاني (لاعب كرة قدم)
محمد الثاني لاعب كرة قدم سعودي و يلعب في الجناح و يلعب حالياً مع نادي الشباب .

## مسيرة اللاعب
لعب في نادي الفيصلي ونادي الاتحاد ونادي أحد ونادي الطائي.

## روابط خارجية
- محمد الثاني على موقع قاعدة بيانات كرة القدم.إي يو (الإنجليزية)
- محمد الثاني على موقع Soccerway.com (الإنجليزية)
- محمد الثاني على موقع كووورة